# Innovationspreis Rheinland-Pfalz
Der Innovationspreis Rheinland-Pfalz wird seit 1988 vom rheinland-pfälzischen Wirtschaftsministerium, seit 2004 gemeinsam mit der rheinland-pfälzischen Arbeitsgemeinschaft der Industrie- und Handelskammern und der rheinland-pfälzischen Arbeitsgemeinschaft der Handwerkskammern, vergeben. Mit diesem Preis werden Unternehmen geehrt, die ihren Firmensitz/Standort in Rheinland-Pfalz haben und dort innovative Produkte, Verfahren oder Dienstleistungen entwickeln, fertigen, einsetzen und vermarkten.

## Kategorien
Eine Unterteilung in die Kategorien „Unternehmen“, „Handwerk“ und „Kooperation“ wird seit 2000 vorgenommen. Die Kategorien „Sonderpreis Industrie“ wurden 2007 und der „Sonderpreis der Wirtschaftsministerin oder des Wirtschaftsministers“ 2008 eingeführt. Seit 2006 können sich in der Kategorie „Kooperation“ auch Unternehmenspartnerschaften bewerben. Bis 2006 musste einer der Kooperationspartner eine Hochschule oder eine Forschungseinrichtung sein. Seit 2024 werden die Preise in den Kategorien „Sonderpreis Industrie“ und „Kooperation“ nicht mehr vergeben.
- Unternehmen: Innovationen von kleinen und mittleren Unternehmen, die Mitglied einer Industrie- und Handelskammer sind.
- Handwerk: Innovationen von kleinen und mittleren Unternehmen, die Mitglied einer Handwerkskammer sind.
- Kooperation: Innovationen, die in enger Zusammenarbeit mit einem Partner, z. B. einer Forschungseinrichtung, entwickelt wurden (bis 2023).
- Sonderpreis Industrie (bis 2023).
- Sonderpreis der Wirtschaftsministerin oder des Wirtschaftsministers: Für eine Innovation zu einem jährlich wechselnden Thema:
  - 2008: „Optische Technologien“
  - 2009: „Neue Technologien und Werkstoffe“
  - 2010: „Lebenswissenschaften“
  - 2011: „Innovative Anwendungen und Verfahren der Informations- und Kommunikationstechnologien“
  - 2012: „Nachhaltige Werkstoffe und Materialeffizienz“
  - 2013: „Energieeffizienz“
  - 2014: „Umwelttechnik – Innovative Produkte und Verfahren“
  - 2016: „Nutzfahrzeugwirtschaft“
  - 2017: „Medizintechnik“
  - 2018: „Innovative Jungunternehmen“
  - 2019: „Digitalisierung/Industrie 4.0“
  - 2020: „3D-Druck“
  - 2021: „Innovationen aus der Kultur- und Kreativwirtschaft“
  - 2022: „Digitalisierung von Fahrzeugen – Digitale Innovationen für PKW, LKW und mobile Anwendungen in Industrie und Landwirtschaft“
  - 2023: „CO2-Reduktion durch innovative Verfahren und Produkte“
  - 2024: „Digitalisierung von Produktionsverfahren und Dienstleistungen“
  - 2025: „Innovationen für die Landwirtschaft“

## Preisträger

### Seit 2000
| Jahr | Preisträger | Innovation | Kategorie |
| ---- | --- | --- | --- |
| 2025 | | | |
| 2025 | Xiton Photonics GmbH | IXDICE Ultra 1342 | Unternehmen |
| 2025 | Ronny Stein Dachdeckermeister | Transport- und Sicherungsboxen | Handwerk |
| 2025 | Clemens GmbH & Co. KG | Vorschneider mit KI-basiertem Kameraöffnungssystem | Sonderpreis der Wirtschaftsministerin Daniela Schmitt: „Innovationen für die Landwirtschaft“                                                                                        |
| 2024 | | | |
| 2024 | Wöllner GmbH | Waropure: Probiotik in der industriellen Wasserbehandlung | Unternehmen |
| 2024 | Meisterbetrieb Peter Brecklinghaus e. K. | Hybrides HHS-System: Wärmepumpen an Heizungen anbinden | Handwerk |
| 2024 | CibusCell Technology GmbH | Cloud-Plattform für optimierte grüne Wasserstoffproduktion | Sonderpreis der Wirtschaftsministerin Daniela Schmitt: „Digitalisierung von Produktionsverfahren und Dienstleistungen“                                                              |
| 2023 | | | |
| 2023 | MK Technology GmbH | Hochtemperatur Prüfstand TTB für 1.700 °C und Mach 0,8 | Unternehmen |
| 2023 | Kübler GmbH Energiesparende Hallenheizungen | FUTURA Multi-Energie-Infrarotheizung. Für die Energiewende. Für Hallen. Mit Licht. | Handwerk |
| 2023 | Robot Makers GmbH in Kooperation mit der Köppl GmbH | Nachhaltige Bearbeitung von Flächen mit intelligenten Maschinen | Kooperation |
| 2023 | Lohmann GmbH & Co. KG | Erster! UV-Licht aktivierbares Klebeband mit Farbumschlag\|Lohmann DuploLUX® | Sonderpreis Industrie |
| 2023 | MST-Graffe GmbH | Green Cut - Energieumwandlung von Strom in Stickstoff | Sonderpreis der Wirtschaftsministerin Daniela Schmitt: „CO2-Reduktion durch innovative Verfahren und Produkte“                                                                      |
| 2023 | Lohmann GmbH & Co. KG | TwinMelt: CO2-arme Klebebandfertigung dank innovativem Anlagenkonzept | Sonderpreis der Wirtschaftsministerin Daniela Schmitt: „CO2-Reduktion durch innovative Verfahren und Produkte“                                                                      |
| 2022 | | | |
| 2022 | LAW-NDT Mess- und Prüfsysteme GmbH | Modulares Prüfsystem MEXS 400 | Unternehmen |
| 2022 | Handke Brunnenbau GmbH | 1.500 m tiefe koaxiale Erdwärmesonde | Handwerk |
| 2022 | Walther Systemtechnik GmbH in Kooperation mit Hochschule Karlsruhe - Institute of Materials and Processes                                                          | Smartes Sprühventil WSV | Kooperation |
| 2022 | Schaefer Kalk GmbH & Co. KG | SCHAEFER PRECAphos® | Industrie |
| 2022 | Volvo Construction Equipment Germany GmbH | Elektrischer kompakter Radlader Volvo L25 Electric | Sonderpreis der Wirtschaftsministerin Daniela Schmitt: „Digitalisierung von Fahrzeugen – Digitale Innovationen für PKW, LKW und mobile Anwendungen in Industrie und Landwirtschaft“ |
| 2021 | | | |
| 2021 | Kentix GmbH; TACBAG GmbH; TecTradeSolution GmbH | SmartXcan automatischer IoT-Fieberscanner zur sicheren, berührungslosen Corona-Prävention; Innovatives Schlauchmanagement-System für die Feuerwehr; Temperaturkontrolle an Corona-Personenschleusen mit dem Thermalkamerasystem Prometheus | Unternehmen |
| 2021 | Bähr Weinbautechnik GmbH | Fingerhacke für den Weinbau zur herbizidfreien Beikrautregulierung | Handwerk |
| 2021 | DiaSys Diagnostic Systems GmbH gemeinsam mit Hochschule Fresenius gGmbH                                                                                            | Procalcitonin FS – Reagenz zur Diagnostik einer Sepsis | Kooperation |
| 2021 | EKW Refractories GmbH; EUGOGREEN GmbH | Eisenberger Klebsand zur nachhaltigen Produktion ressourcenschonender Feuerfestkeramiken; Lupigreen – Rasendünger mit Nährstoffanteilen aus stickstoffsammelnden Pflanzen                                                                  | Sonderpreis Industrie |
| 2021 | Media Apes GmbH | Immersive Experiences – 3D Audio als Querschnittstechnologie für immersive Produktwelten | Sonderpreis des Wirtschaftsministers Dr. Volker Wissing „Innovationen aus der Kultur- und Kreativwirtschaft“                                                                        |
| 2020 | | | |
| 2020 | ECOS Technology GmbH zu gleichen Teilen mit ICO Innovative Computer GmbH                                                                                           | ECOS SECURE BOOT Stick (SX) und Automatisches Lager- und Kommissioniersystem STOROJET | Unternehmen |
| 2020 | Betondesign Factory | Carbonbeton Holzverbundmodul-Bausystem „CbHV“ | Handwerk |
| 2020 | Robot Makers GmbH gemeinsam mit Braun Maschinenbau GmbH | Nachhaltiger Weinbau mit intelligenten Maschinen | Kooperation |
| 2020 | WALTHER-WERKE Ferdinand Walther GmbH | CEE-Steckvorrichtung NEO | Sonderpreis Industrie |
| 2020 | Opti-Cal GmbH | Additiv gefertigtes Universalnormal | Sonderpreis des Wirtschaftsministers Dr. Volker Wissing „3D-Druck“ |
| 2019 | Rhenocoll-Werk eK. | Schutzbeschichtung für Holz ohne Einschränkung der Kreislaufwirtschaft | Unternehmen |
| 2019 | Bösing Dental GmbH & Co. KG | Recyclebares Biofilament mit passendem 3D-Drucksystem für den dentalen und medizinischen Bereich | Handwerk |
| 2019 | fleXstructures GmbH/Fraunhofer ITWM | Digitalisierung flexibler Bauteile mit IPS Cable Simulation mithilfe von MeSOMICS | Kooperation |
| 2019 | Günter Effgen GmbH | Entwicklung von Präzisionsschleif- und Bohrwerkzeugen zur Herstellung von Lasergyroskopen | Sonderpreis Industrie |
| 2019 | Hahn Automation GmbH | EVE Smart Services | Sonderpreis 2019 des Wirtschaftsministers Dr. Volker Wissing „Digitalisierung/Industrie 4.0“                                                                                        |
| 2018 | Jennewein Biotechnologie GmbH | Humane Oligosaccharide | Unternehmen |
| 2018 | Kübler GmbH | WÄRME 4.0 – Hallen heizen. Vernetzt. Digital. Intelligent effizient | Handwerk |
| 2018 | Dinnovative GmbH/Distelkamp-Electronic | Luftreiniger | Kooperation |
| 2018 | Sensitec GmbH | Hochintegrierte Stromsensoren für Leistungselektronik mit hoher Leistungsdichte in der E-Mobilität | Sonderpreis Industrie |
| 2018 | VERU GmbH | VERU – eine neue Eiszeit bricht an | Sonderpreis des Wirtschaftsministers Dr. Volker Wissing „Innovative Jungunternehmen“                                                                                                |
| 2017 | iC-Haus GmbH | EncoderBlue® – neuartige optische Positionssensorik im blauen LED-Licht | Unternehmen |
| 2017 | Heuft Unternehmensgruppe | HEUFT Turbo-Therm® – ein Thermo-Öl-beheizter Stikkenofen | Handwerk |
| 2017 | iRT Systems GmbH, Koblenz/Princess Margret Cancer Centre, Toronto                                                                                                  | IQM – ein neuer Sicherheitsstandard in der Strahlentherapie | Kooperation |
| 2017 | Freudenberg Sealing Technologies | Herstellung von Membranspeichern durch innovatives elektromagnetisches Pulsfügeverfahren | Sonderpreis Industrie |
| 2017 | Fritz Stephan GmbH | SPOC – adaptive Beatmung für Früh- und Neugeborene aufgrund des Sauerstoffgehalts im Blut | Sonderpreis des Wirtschaftsministers Dr. Volker Wissing „Medizintechnik“ |
| 2017 | PharmGenomics GmbH | ColoAlert – ein genetischer Darmkrebsfrüherkennungstest | Sonderpreis des Wirtschaftsministers Dr. Volker Wissing „Medizintechnik“ |
| 2016 | AFPT GmbH | Entwicklung eines Ablegekopfes zur automatisierten Herstellung dreidimensionaler Preforms aus Faserverbundwerkstoff | Unternehmen |
| 2016 | Carl Hoffmann Landmaschinenfachbetrieb GmbH | RMS Steillagen Vollernter für Trauben | Handwerk |
| 2016 | CirComp GmbH/Institut für Verbundwerkstoffe | Entwicklung eines Verbundwerkstoffes aus hochtemperaturbeständigen, zähmodifizierten Hybridharz-Nanocompositen und Hochleistungsfasern | Kooperation |
| 2016 | Sensitec GmbH/Technische Universität Kaiserslautern/Johannes Gutenberg-Universität Mainz                                                                           | Magnetoresistive Sensoren für das Internet der Dinge oder die Industrie 4.0 | Kooperation |
| 2016 | Dr. Boy GmbH & Co. KG | Entwicklung von EconPlast – energieeffiziente Plastifiziereinheit für Spritzgießmaschinen | Sonderpreis Industrie |
| 2016 | Fahrzeugbau Kempf GmbH | Entwicklung eines Spezialfahrzeuges für den Transport von Schüttgütern und/oder landwirtschaftlichen Gärresten | Sonderpreis der Wirtschaftsministerin Eveline Lemke „Nutzfahrzeugwirtschaft“ |
| 2014 | T. Michel Formenbau GmbH & Co. KG | Entwicklung von Lasertexturierten multifunktionalen Oberflächen in Formwerkzeugen zur Herstellung von Kunststoffteilen | Unternehmen |
| 2014 | Öfen Stefan Dehn GmbH | Neuentwicklung einer Raumheizofen-Brennkammer zum Nachrüsten für historische Öfen | Handwerk |
| 2014 | Munsch Chemie-Pumpen GmbH | Fertigung und Entwicklung der weltgrößten Kunststoffpumpe für aggressive Medien | Handwerk |
| 2014 | PMB Präzisionsmaschinenbau Bobertag GmbH/Institut für Verbundwerkstoffe                                                                                            | Entwicklung von 1D-CapaPerm – einem Messsystem für Permeabilität | Kooperation |
| 2014 | Boenig Präzisionswerkzeugbau GmbH/Technische Universität Chemnitz                                                                                                  | Entwicklung eines Verfahrens zum Elektrochemischen Präzisionsdrehens – PET | Kooperation |
| 2014 | DBK David + Baader GmbH | Entwicklung eines Hochvolt-Wasserheizers für Elektro- und Hybridfahrzeuge | Sonderpreis Industrie |
| 2014 | Howatherm Klimatechnik GmbH | Entwicklung eines Verfahrens zur Integrativen Nutzung von Abwärme und regenerativen Energieträgern | Sonderpreis der Wirtschaftsministerin Eveline Lemke „Umwelttechnik“ |
| 2013 | Rohmann GmbH | Wirbelstrom-Prüfgerät zum Aufspüren von Materialermüdungen in Eisenbahnschienen | Unternehmen |
| 2013 | Wickert Maschinenbau GmbH | Herstellung von Labs on a Chip auf Kunststoffbasis | Handwerk |
| 2013 | Munsch Kunststoff-Schweißtechnik GmbH | Heizkeil-Schweißautomat zum handgeführten Verschweißen von Folien | Handwerk |
| 2013 | Robot Makers GmbH | Baukastensystem für maßgeschneiderte Robotik-Lösungen | Innovative Dienstleistungen |
| 2013 | Bluestone Technology GmbH/,FH Mainz, Fachbereich Geoinformatik und Vermessung                                                                                      | Der persönliche Pollensammler für bessere medizinische Studien | Kooperation |
| 2013 | Sensitec GmbH | Optimierte Sensorfamilie für die Automatisierungsindustrie | Sonderpreis Industrie |
| 2013 | Walter Th. Hennecke GmbH | Abwärme als Prozesswärme und zum Heizen genutzt | Sonderpreis der Wirtschaftsministerin Eveline Lemke: „Energieeffizienz“ |
| 2012 | Asmetec GmbH | LED-Röhre zum Betrieb auch mit elektronischen Vorschaltgeräten | Unternehmen |
| 2012 | Kübler GmbH | Fortschrittliche Hallenbeheizung durch Hochleistungs-Infrarotheizung mit Wärmerückgewinnung | Handwerk |
| 2012 | RheinAhrCampus der Hochschule Koblenz/Kennametal Stellite GmbH | Spektroskopische Echtzeitkontrolle von Beschichtungsprozessen | Kooperation |
| 2012 | Rhodius Schleifwerkzeuge GmbH & Co. | Diamantscheibensystem ermöglicht das Fräsen von Mauerschlitzen in einem Arbeitsgang | Sonderpreis Industrie |
| 2012 | BK Giulini GmbH | GILUNAL A ersetzt giftiges Borax bei der Zubereitung von Klebstoffen | Sonderpreis der Wirtschaftsministerin Eveline Lemke: „Nachhaltige Werkstoffe und Materialeffizienz“                                                                                 |
| 2012 | KSB Aktiengesellschaft | Magnetwerkstofffreier Synchron-Reluktanzmotor erreicht die Effizienzklasse IE4 | Sonderpreis der Wirtschaftsministerin Eveline Lemke: „Nachhaltige Werkstoffe und Materialeffizienz“                                                                                 |
| 2011 | AKOTHERM GmbH | Energieeffizientes Haltesystem für Fassadenverkleidungen in Ganzglas-Optik | Unternehmen |
| 2011 | G. Taube Modellbau CAD-Service GmbH | Universal-Aufnahmevorrichtung für die manuelle Bearbeitung von beliebigen Formteilen unter anderem aus dem Auto-Motive-Bereich | Handwerk |
| 2011 | SP Energycontrol GmbH | System zur Bündelung von kleinen Stromerzeugern und -verbrauchern zu einem virtuellen Kraftwerk | Innovative Dienstleistungen |
| 2011 | LUMERA LASER GmbH/Photonik-Zentrum Kaiserslautern e. V. | Entscheidender Fortschritt bei der Erzeugung leistungsstarker ultrakurzer Laserimpulse | Kooperation |
| 2011 | Lohmann & Rauscher GmbH & Co. KG | Mikroperforierte Doppelfolie verbessert die Behandlung beim „offenen Abdomen“ | Sonderpreis Industrie |
| 2011 | Fasihi GmbH & Co. KG | Neues innovatives Sicherheitskonzept für vertrauliche Daten in Unternehmen | Sonderpreis der Wirtschaftsministerin Eveline Lemke: „Innovative Anwendungen und Verfahren der Informations- und Kommunikationstechnologien“                                        |
| 2010 | Selfsan Consult GmbH | Sensor zur Früherkennung von Korrosionsschäden | Unternehmen |
| 2010 | Alkoma Maschinenbau e. K. | Kunststoffbearbeitungsmaschine zum Konfektionieren von Endlosprofilen | Handwerk |
| 2010 | apoplex medical technologies GmbH | Schlaganfall-Risiko-Analyse für klinische Anwendungen | Innovative Dienstleistungen |
| 2010 | Galantos Genetics GmbH/Aura-Optik | Mikromanipulationssystem für Sperm-HY-LITER | Kooperation |
| 2010 | Jos. Schneider Optische Werke | Homogene Beleuchtung mit Hochleistungs-LED | Sonderpreis Industrie |
| 2010 | KSB Aktiengesellschaft | Intelligenter Druckaufnehmer für Pumpen „PumpMeter“ | Sonderpreis Industrie |
| 2010 | PharmGenomics GmbH | Multiplex In Vitro Diagnostikum | Sonderpreis des Wirtschaftsministers Hendrik Hering: „Lebenswissenschaften“ |
| 2009 | CTG-PrintTEC GmbH | Industrielles Digitaldruckwerk für Direktdruck auf feste Substrate mit funktionalen Trockentonern zur Dekoration von Glas und Keramik, sowie zur Herstellung von 3-D-Modellen (Rapid Manufacturing)                                        | Unternehmen |
| 2009 | t-s-i.de Misch- und Dosiertechnik GmbH | Neuentwicklung einer Misch- und Dosieranlage zur Verarbeitung von hochviskosen Dicht- und Klebstoffen | Handwerk |
| 2009 | meetingmasters.de | Abbildung des gesamten Beschaffungssystems für Tagungshotel-Leistungen über eine Internet-Plattform | Innovative Dienstleistungen |
| 2009 | Mineralmahlwerk Westerwald/RheinAhrCampus der FH Koblenz | Laserbasiertes Sortierverfahren für Recyclinganwendungen | Kooperation |
| 2009 | Rittal RSC GmbH & Co. KG | Thermoelektrisches Kühlgerät mit 100 Watt Kühlleistung | Sonderpreis Industrie |
| 2009 | Rhenocoll-Werk e. K. | Kunststoffbeschichtung mit Nanoeffekt | Sonderpreis des Wirtschaftsministers Hendrik Hering: „Neue Technologien und Werkstoffe“                                                                                             |
| 2008 | Intellifast GmbH | Hochtemperatur Permanentsensorsystem | Unternehmen |
| 2008 | Wickert Maschinenbau | Vollautomatische Produktionsanlage für Bipolarplatten | Handwerk |
| 2008 | Kübler GmbH | Einsparpotenziale bei Hallenheizungen durch eine verbesserte Prozessführung | Innovative Dienstleistungen |
| 2008 | sat. Kerntechnik GmbH/Institut für Technologie und Management im Baubetrieb                                                                                        | Technische Problemlösung bei Arbeiten in kerntechnischen Anlagen mit Trägersystem | Kooperation |
| 2008 | E. Begerow GmbH | BECOPAD Filtermedien werden aus, von nachwachsenden Rohstoffen gewonnenen, Zellulosefasern und Nassfestmittel hergestellt | Sonderpreis Industrie |
| 2008 | Xiton Photonics GmbH | Diodenlaser gepumpter, gütegeschalteter Festkörperlaser mit Emission im kurzwelligen UV (213 nm) | Sonderpreis des Wirtschaftsministers Hendrik Hering: „Optische Technologien“ |
| 2007 | IMSTec | Inspektion mikromedizinischer Systeme | Unternehmen |
| 2007 | Wagner Pflanzen-Technik GmbH | Satellitengesteuerte Pflanzmaschine | Unternehmen |
| 2007 | Himmel & Hennig Bauunternehmen GmbH | Spritzbetonvortieb-Verfahren | Handwerk |
| 2007 | Munsch Kunststoffschweißtechnik GmbH | Handschweißextruder zum Schweißen von thermoplastischen Kunststoffen | Handwerk |
| 2007 | PINCAR AG | Telematik-Dienstleistungen zur Identifizierung, Steuerung und Verwaltung von Fahrzeugen in Flotten | Innovative Dienstleistungen |
| 2007 | Institut für Verbundwerkstoffe/J. Dittrich & Söhne Vliesstoffwerk GmbH                                                                                             | Nafacryl-Naturfaserprepegmatte für die Formpressverarbeitung | Sonderpreis Kooperation Wissenschaft/Wirtschaft |
| 2007 | NTTF- new technologies in thin films GmbH/TU Kaiserslautern, Institut für Dünnschichttechnologie und Uniklinikum Bonn, Experimentelle Urologie für die Entwicklung | Kohlenstoffbeschichtete urologische Katheter und Stents | Sonderpreis Kooperation Wissenschaft/Wirtschaft |
| 2007 | Aluminal Oberflächentechnik GmbH & Co. KG | Galvanische Oberflächenbeschichtung mit Reinstaluminium | Sonderpreis Industrie |
| 2006 | EWM Hightec Welding GmbH | coldArc wärmereduzierte Lichtbogen-Fügeverfahren | Unternehmen (1. Preis) |
| 2006 | ikfe GmbH | „MetaScreen“, ein Produkt zur multiplexen pharmakogenetischen Analyse, d. h. zur Vorhersage von Medikamentenwirkungen | Unternehmen (2. Preis) |
| 2006 | Schäfer-Additivsysteme GmbH | Neuartige Hydrolyseschutzmittel auf Basis von Pflanzenölen zur Haltbarkeitsverbesserung von Kunststoffen und Industrieölen | Unternehmen (3. Preis) |
| 2006 | Heuser Türen und Fenster, Metallbau GmbH | Intelligentes Super Warmfenster | Handwerk (1. Preis) |
| 2006 | ALKOMA Maschinenbau | Kunststoffprofil-Fräsmaschine für PVC Fertigbauhäuser | Handwerk (2. Preis) |
| 2006 | Clayton Umwelt-Consult GmbH | Standardisierte Baugrunderkundung für alle Neubauvorhaben von Einfamilien- (EFH), Reihen- (RH) oder Doppelhäusern DHH) | Sonderpreis Innovative Dienstleistungen |
| 2006 | Fraunhofer-Institut für Techno- und Wirtschaftsmathematik (ITWM)                                                                                                   | Software MAVI zur Analyse von Volumenbildern und Modellierung von Mikrostrukturen | Sonderpreis Forschung |
| 2006 | Johannes Gutenberg-Universität Mainz, Klinik für diagnostische und Interventionelle Radiologie                                                                     | Verfahren zur Abbildung der Mikrostruktur der Lunge mittels diffusionsgewichteter Magnetresonanztomographie eingeatmeter Fluorgase | Sonderpreis Forschung |
| 2006 | Morgan-Rekofa GmbH/Fachhochschule Koblenz – Rhein-Ahr-Campus | Immersionsölgekoppelter mikrooptischer Drehverteiler für Single-Mode Lichtwellenleiter | Sonderpreis Kooperation Wirtschaft/Wissenschaft |
| 2006 | Westpfalz-Klinikum GmbH/Institut für Verbundwerkstoffe | Interventionsfähiges Kehlkopf-Modell zur laserchirurgischen Fachausbildung | Sonderpreis Kooperation Wirtschaft/Wissenschaft |
| 2006 | Rittal System Climatisation GmbH & Co. KG | Rittal Top Therm Kühlgeräte mit neuartiger Nano-Beschichtung der Verflüssigeroberfläche (RiNANO-Beschichtung) und integrierter Kondensatverdunstung                                                                                        | Sonderpreis Industrie |
| 2005 | Bioserve GmbH | Reduktion des Überschussschlamms auf Kläranlagen um 30 % | Unternehmen (1. Preis) |
| 2005 | Wolf Gruppe | Herstellung und Beschichtung von Vollhartmetall Schneidwerkzeugen für den industriellen Einsatz auch in der Bit-Technologie | Unternehmen (2. Preis) |
| 2005 | Rhenocoll Werk e. K. | Flowcoat – Endbeschichtungstechnologie mit 100 % Materialrückgewinnung | Unternehmen (3. Preis) |
| 2005 | C. Dupré Bau GmbH & Co. KG | Verfahren zur Herstellung eines Infrastrukturkanals als unbewehrte monolithische Faserortbetontunnelkonstruktion | Handwerk (1. Preis) |
| 2005 | Schmitt Aufzüge GmbH | Freistehender Panorama-Aufzug mit einer seilgetriebenen Kabine | Handwerk (2. Preis) |
| 2005 | EX BRASS GmbH | Turbobore-Mundstück | Handwerk (3. Preis) |
| 2005 | Institut für Bauverfahrens- und Umwelttechnik Transferstelle für Umwelttechnik des Landes Rheinland-Pfalz                                                          | Betone der neuen Generation, Hochleistungsbetone, Verfahrenstechnische Prozessverbesserung, umweltgerechtes Bauen | Sonderpreis Forschung |
| 2005 | Fraunhofer-Institut für Experimentelles Software Engineering (IESE)                                                                                                | Software Architecture Visualization and Evaluation (SAVE) – Analysewerkzeug zur Visualisierung und Evaluierung von Software-Architekturen                                                                                                  | Sonderpreis Forschung |
| 2005 | Institut für Verbundwerkstoffe/Canyon Bicycles GmbH | Ultraleichter und dabei außerordentlich steifer Fahrradrahmen aus Kohlefaserverbundwerkstoff | Sonderpreis Kooperation Wirtschaft/Wissenschaft |
| 2005 | FGK Forschungsinstitut für anorganische Werkstoffe Glas/Keramik GmbH/Herz Kunststoff- und Wärmetechnologie GmbH                                                    | Keramischer Heizkeil zum Verschweißen von Kunststoffdichtungsbahnen | Sonderpreis Kooperation Wirtschaft/Wissenschaft |
| 2005 | Henning Gold | Gas-Feder-Dämpfereinheit (GFD), System zur gleichzeitigen Federung von Fahrzeugen, Sitzen, Fahrerhäusern etc. | Sonderpreis Einzelbewerber |
| 2005 | Alcoa Deutschland GmbH | Vino-Lok – alternatives Verschlusssystem für Weinflaschen | Sonderpreis Industrie |
| 2004 | thinXXS GmbH | Mikromembranpumpe MDP1304, Mikropumpenplattform | Unternehmen (1. Preis) |
| 2004 | NTTF GmbH | Diagnosegerät zur Bestimmung des BONN-Risk-Index (Harnsteinbildungsrisiko) durch Messung des Ca2+-Gehaltes und der Kristallisationsneigung in nativem Urin                                                                                 | Unternehmen (2. Preis) |
| 2004 | Hähn Automation GmbH | Vollautomatisierung von Spritzgießmaschinen für technische Gummielemente | Unternehmen (3. Preis) |
| 2004 | FreeFormation GmbH | freeform- und Matchingtechnologie zum Schließen von Medienbrüchen und zur automatisierten Bearbeitung administrativer Geschäftsdaten (z. B. Eingangsrechnungen)                                                                            | Unternehmen (3. Preis) |
| 2004 | Wickert Maschinenbau GmbH | Entwicklung einer Heißprägemaschine für die wirtschaftlich serientaugliche Herstellung von mikrogeprägten Kunststoffteilen | Handwerk (1. Preis) |
| 2004 | Christoph Rieser | Vom digitalisierten Pferderücken zum CNC-gefrästen Maßsattelbaum für alle Bereiche der Reiterei | Handwerk (2. Preis) |
| 2004 | Mothermik GmbH | Holzverstromungsanlage für den Dauerbetrieb auf Basis Festbettvergasung mit Zündstrahlmotor | Handwerk (3. Preis) |
| 2004 | Trans-Marketing GmbH | Dienstleistungspaket RollAd™ | Sonderpreis Innovative Dienstleistungen |
| 2004 | Fraunhofer-Institut für Techno- und Wirtschaftsmathematik (ITWM)/FSM! GmbH(Facility Services Maintenance                                                           | NESPRI – Nebelfreies Spritzen von Außenfassaden | Sonderpreis Kooperation Wirtschaft/Wissenschaft |
| 2004 | Hermann Thöne | Impuls – Magnetmotor | Sonderpreis Einzelbewerber |
| 2004 | KSB Aktiengesellschaft | SalTec: Effizientes Hydraulik-System zur Anwendung in Umkehrosmose-Meerwasserentsalzungsanlagen, bestehend aus Hochdruckpumpe und innovativer Energierückgewinnung                                                                         | Sonderpreis Industrie |
| 2003 | Spheron VR AG | Systemlösung zur digitalen vollsphärischen Bilderfassung, Verarbeitung und Verwaltung | Unternehmen (1. Preis) |
| 2003 | AndroTec GmbH | RoboStation, Positionsbestimmungs-/Vermessungssystem | Unternehmen (2. Preis) |
| 2003 | LUMERA LASER GmbH | STACCATO: Ultrakurzpuls-Laser für die Mikromaterialbearbeitung mit höchster Präzision | Unternehmen (2. Preis) |
| 2003 | Micromotion GmbH | Weltkleinster, spielfreier Positionierantrieb | Unternehmen (3. Preis) |
| 2003 | Rhodius Qualitäts-Schleifmittel GmbH & Co. KG | XT8, die weltweit dünnste Trennscheibe für den Winkelschleifer | Unternehmen (3. Preis) |
| 2003 | Dramet Draht und Metallbau GmbH | Endloses Diamantsägeband und Diamantbandsäge | Handwerk (1. Preis) |
| 2003 | TE-KO-WE J. Kozlowski GmbH | Einwegmesser zum Schneiden von Büchern | Handwerk (2. Preis) |
| 2003 | Bäckerlädchen Crames-Jakoby | Entwicklung, Analytik und Sensorik neuer Rezepturen für Backwaren mit gekeimtem biologisch angebautem Eifelgetreide | Handwerk (3. Preis) |
| 2003 | AXIT AG | Logistikplattform AX4 | Sonderpreis Innovative Dienstleistungen |
| 2003 | Technische Universität Kaiserslautern, Fachbereich Maschinenbau und Verfahrenstechnik                                                                              | Abgasnachbehandlungssystem zur selektiven katalytischen Reduktion (SCR) von Stickoxiden im Abgas von Dieselmotoren mit Hilfe von trockenem Harnstoff                                                                                       | Sonderpreis Forschung |
| 2003 | Keiper GmbH & Co. KG | Crash aktive Kopfstütze | Sonderpreis Industrie |
| 2002 | mymotors & actuators GmbH | Ultraflacher Mikromotor: Penny-Motor | Unternehmen (1. Preis) |
| 2002 | COMAT Composite Materials GmbH | Druckbehälter aus thermoplastischen Faserverbundwerkstoffen | Unternehmen (2. Preis) |
| 2002 | MK Technology GmbH | Vollautomatische Differenzdruck Vakuumgießanlage zur Herstellung funktionsfähiger Kunststoffprototypenteile | Unternehmen (3. Preis) |
| 2002 | Klemoflex | Gewerksübergreifende Gebäudeabdichtung Klemoflex | Handwerk (1. Preis) |
| 2002 | KFB-Extramobile GmbH | Neuer Fahrzeugtyp – Krankenwagen ECO 02 | Handwerk (2. Preis) |
| 2002 | HWS Metall- und Maschinenbau GmbH | Kleinbrauereianlagen zur Herstellung von Bier | Handwerk (3. Preis) |
| 2002 | Johannes Gutenberg-Universität Mainz, Institut für Physiologische Chemie, Abteilung Angewandte Molekularbiologie                                                   | Rekombinante Enzyme (Silicatein und Silicase) zur Synthese und zum Abbau von Siliciumdioxid; Anwendung in der Nanobiotechnologie und der Medizin                                                                                           | Sonderpreis Forschung |
| 2002 | EKU Elektronik GmbH | Multimonitor MM1 „Einer für alle“, Überwachung in: Gasmessung: HAL, ENF, ISO, Sevo, Des, N20 sowie EKG, CO2, SPO2 (NIBP) | Sonderpreis Einzelbewerber |
| 2002 | LTS Lohmann Therapie-Systeme AG | Transdermales Therapeutisches System (Wirkstoffpflaster) mit Buprenorphin zur Beseitigung von Krebs- und Operationsschmerzen für ca. 1 Woche (= Transtec)                                                                                  | Sonderpreis Industrie |
| 2001 | Aesku.lab Diagnostika | Alpha-Fodrin ELISA-Test – der erste internationale ELISA-Test zur sicheren Diagnose des Sjögren Syndroms | Unternehmen (1. Preis) |
| 2001 | dynetic solutions gmbh | M-Business Software für Mitarbeiter im Vertrieb, Service und Logistik, Standardsoftwarepaket | Unternehmen (2. Preis) |
| 2001 | Micromotion GmbH | Micro Harmonic Drive®, das weltkleinste spielfreie Mikrogetriebe | Unternehmen (3. Preis) |
| 2001 | Wickert Maschinenbau GmbH | Reinraumpresse für die Herstellung pharmazeutischer Verschlussstopfen | Handwerk (1. Preis) |
| 2001 | TONUS sports & reha | Dreidimensionales Trainings- und Therapiegerät „FPZ 3D The Spacecurl“ | Handwerk (2. Preis) |
| 2001 | Fuhrländer AG | Meerwasserentsalzung durch Windenergie | Handwerk (2. Preis) |
| 2001 | Hydro-Pneuma GmbH | Neue Gasdruckfeder, neue Gaszugfeder, neue hydraulische Zugfeder | Handwerk (3. Preis) |
| 2001 | RZ-Online GmbH/KEVAG Telekom | „Epaper“ – elektronische Zeitung; weltweit erste Software, die aus elektronischen Druckvorlagen automatisch navigierbare Internetseiten erstellt                                                                                           | Sonderpreis Innovative Dienstleistungen |
| 2001 | Fraunhofer-Institut für Experimentelles Software Engineering (IESE)                                                                                                | NIXE – ein Werkzeug für UNIX-Sicherheitsrevisionen, IT-Sicherheit, Grundschutz, Sicherheitsaudit | Sonderpreis Forschung |
| 2001 | Fraunhofer-Institut für Techno- und Wirtschaftsmathematik (ITWM)                                                                                                   | Analog Insydes, ein Werkzeug zur Unterstützung des systematischen Entwurfs analoger Schaltungen | Sonderpreis Forschung |
| 2001 | Wolfgang Loch e. K./FH Trier, Umweltcampus Birkenfeld | Metallische Gasverteilerplatten für Brennstoffzellen (Bipolarplatten) Preisgünstiges Massenproduktionsverfahren | Sonderpreis Kooperation Wirtschaft/Wissenschaft |
| 2001 | CHAIN-CHECKER GmbH | CHAIN-CHECKER | Sonderpreis Einzelbewerber |
| 2001 | Hans Werner Franzer | Ultraleicht-Getränkedose | Sonderpreis Einzelbewerber |
| 2001 | BOMAG GmbH & Co. OHG | Wirtschaftliche Asphaltverdichtung durch flächendeckende Messung, Regelung und Dokumentation des Verdichtungszustands | Sonderpreis Industrie |
| 2000 | Real Vision Systems GmbH | Vollautomatische Sortieranlagen für Sekundärwertstoffe | Unternehmen (1. Preis) |
| 2000 | alwitra GmbH & Co. Klaus Göbel | EVALON-Solar, stromerzeugende Kunststoffdachbahn | Unternehmen (2. Preis) |
| 2000 | MeFaTec Metall-Fassaden-Technik GmbH | Innovatives Aluminiumprofil für Aluminium-Glas-Fassaden | Unternehmen (3. Preis) |
| 2000 | Bio-Solar-Haus Becher GmbH | Menschenfreundliches, umweltgerechtes Null-Heizenergie Bausystem | Handwerk (1. Preis) |
| 2000 | Krischer, Fenster und Türen aus Holz | Nullenergiehaustüre „Condoor“ | Handwerk (2. Preis) |
| 2000 | Niveau Fenster Westerburg GmbH | KombiKomfort und KombiKomfort Plus – 2-Komponenten-Fenster | Handwerk (3. Preis) |
| 2000 | CLAYTON GbR – Dr. Jürgen Schütz & Rainer Ulrich | Vor-Ort-Analysen von Umweltschadstoffen mit komplettem Notfallmanagement | Sonderpreis Innovative Dienstleistungen |
| 2000 | Johannes Gutenberg-Universität Mainz, I. Medizinische Klinik und Poliklinik                                                                                        | SLA/LP als Diagnostikum | Sonderpreis Forschung |
| 2000 | Töpferhof Mühlendyck/FGK GmbH | Herstellung salzglasierter Keramik mit schadstoffarmer Emission durch Einsatz einer alternativen Salzlösung | Sonderpreis Kooperation Wirtschaft/Wissenschaft |

### Bis 1999
Der Innovationspreis wurde erstmals 1988 verliehen. Ab 1990 wurden die jeweiligen drei ersten Preisträger ausgezeichnet.
| Jahr | Preisträger                                                                          | Innovation | Platzierung                             |
| ---- | ------------------------------------------------------------------------------------ | --- | --------------------------------------- |
| 1999 | Wickert Maschinenbau GmbH                                                            | Verfahren zur Herstellung intelligenter Elastomerbauteile                                                                          | 1. Preis                                |
| 1999 | MTS Mobile Tiefbau Saugsysteme GmbH                                                  | Saugbagger | 2. Preis                                |
| 1999 | KEIM-ADDITEC Surface GmbH                                                            | Wasserbasierte Wachsadditive | 3. Preis                                |
| 1999 | ÖKOMPARK Hoppstädten-Weiersbach                                                      | Industrieverbund Recycling + Entsorgung                                                                                            | Sonderpreis Innovative Dienstleistungen |
| 1999 | TuJ Präzision Maschinen- und Stahlbau GmbH                                           | Kopfstützenprüfstand | Sonderpreis Handwerk                    |
| 1999 | R.U.F. GmbH                                                                          | BEDI – Gerät zur Reinigung von Ansaugwegen und Brennräumen bei Otto- und Dieselmotoren                                             | Sonderpreis Handwerk                    |
| 1999 | Universität Mainz, Institut für Toxikologie                                          | In vitro Systeme mit kryokonservierten Hepatozyten                                                                                 | Sonderpreis Forschung                   |
| 1999 | Markus F. Neurath                                                                    | Entwicklung neuer Therapieverfahren für Patienten mit chronisch entzündlichen Darmerkrankungen                                     | Sonderpreis Einzelbewerber              |
| 1999 | Zschimmer & Schwarz GmbH & Co. Chemische Fabriken                                    | Chemisches Additiv für den Pulverspritzguss                                                                                        | Sonderpreis Industrie                   |
| 1998 | iC-Haus GmbH                                                                         | Hochintegrierte Airbag-Schaltkreise                                                                                                | 1. Preis                                |
| 1998 | Görlitz Computerbau AG                                                               | ENERCOM, Systemfamilie für den offenen Energiemarkt und MIDAS, System zur Übertragung von Daten im Nieder- und Mittelspannungsnetz | 2. Preis                                |
| 1998 | SPI Robot Systeme GmbH                                                               | T.I.M.M. Technisch Industrielles Miniatur Mikroskop                                                                                | 3. Preis                                |
| 1998 | Recycling Netzwerk GmbH                                                              | Logistik und Informationssystem für das Autorecycling                                                                              | Sonderpreis Innovative Dienstleistungen |
| 1998 | DRUMM SICHERHEIT                                                                     | Elektronischer Türbeschlag | Sonderpreis Handwerk                    |
| 1998 | Universität Kaiserslautern, Fachbereich Physik                                       | Laserstrahlquelle für die Laser-Display-Technik                                                                                    | Sonderpreis Forschung                   |
| 1998 | UWA Industrietechnik                                                                 | Persönliche Schutzausrüstung, mitlaufender Seilkürzer SK 1                                                                         | Sonderpreis Einzelbewerber              |
| 1998 | KARL OTTO BRAUN KG                                                                   | Elastischer, kurvengängiger Textilschlauch zur grabenlosen Sanierung von Rohrleitungen mit kleinen Durchmessern                    | Sonderpreis Industrie                   |
| 1997 | TECINNO GmbH                                                                         | CBR-Works Online | 1. Preis                                |
| 1997 | Hermann Sauer GmbH & Co. KG                                                          | Messsystem zur Messung der Knochenfestigkeit durch Bestimmung der Ulnaresonanz                                                     | 2. Preis                                |
| 1997 | Idar Laser GmbH                                                                      | Diodengepumpte Nd:YAG-Laser | 3. Preis                                |
| 1997 | Ingenieurbüro Schulz                                                                 | Elektronische Digital-Wasserwaage                                                                                                  | 3. Preis                                |
| 1997 | Stöcker Holz-System-Bau GmbH                                                         | Bausystem aus Holzfertig-Elementen in Verbindung mit einem umfassenden Bauleit-System                                              | Sonderpreis Handwerk                    |
| 1997 | Universitäts-Augenklinik Mainz                                                       | Kontrollierte Zyklophotokoagulation                                                                                                | Sonderpreis Forschung                   |
| 1996 | SCHOTTEL-Werft Josef Becker GmbH & Co. KG                                            | SCHOTTEL TWIN-Propeller --- STP | 1. Preis                                |
| 1996 | Heuft Systemtechnik GmbH                                                             | Leerflascheninspektor | 2. Preis                                |
| 1996 | ICON Intelligent Control Gebäudetechnik GmbH                                         | Software zum Gebäudemanagement bei Einsatz moderner Gebäudebussysteme                                                              | 3. Preis                                |
| 1996 | Deutsches Forschungszentrum für Künstliche Intelligenz GmbH (DFKI)                   | | Sonderpreis Forschung                   |
| 1996 | Institut für Verbundwerkstoffe                                                       | | Sonderpreis Forschung                   |
| 1995 | HTI Maschinen- und Apparatebau GmbH                                                  | HTI-Rotationsformverfahren | 1. Preis                                |
| 1995 | VIG Verfahrens- und Ingenieur-Gesellschaft mbH                                       | Ethylenoxidgasnaßwaschanlage | 2. Preis                                |
| 1995 | Gebr. Oberlinger Orgelbau GmbH & Co. KG                                              | Neuartiger Tonerzeuger für die traditionelle Pfeifenorgel                                                                          | 3. Preis                                |
| 1995 | Johannes Gutenberg-Universität Mainz, Institut für Kernphysik                        | | Sonderpreis Forschung                   |
| 1994 | GEORG Fahrzeugbau GmbH                                                               | | 1. Preis                                |
| 1994 | APS Pickan GmbH                                                                      | | 2. Preis                                |
| 1994 | HOWATHERM Klimatechnik GmbH                                                          | | 3. Preis                                |
| 1994 | Fachhochschule Rheinland-Pfalz, Abt. Trier                                           | | Sonderpreis Forschung                   |
| 1994 | Thomas Bredel                                                                        | | Sonderpreis Einzelbewerber              |
| 1993 | ELTEC Elektronik GmbH                                                                | | 1. Preis                                |
| 1993 | WEISS Electronic GmbH                                                                | | 2. Preis                                |
| 1993 | Fritz Eichenauer GmbH & Co. KG                                                       | | 3. Preis                                |
| 1993 | Buser & Gilmore CMS oHG                                                              | | 3. Preis                                |
| 1993 | Peter Janssen                                                                        | | Sonderpreis Einzelbewerber              |
| 1992 | UREA-Hartschaum                                                                      | | 1. Preis                                |
| 1992 | Minhorst GmbH & Co.                                                                  | | 2. Preis                                |
| 1992 | Treif-Maschinenbau GmbH                                                              | | 3. Preis                                |
| 1992 | Quadriga Sensortechnik GmbH                                                          | | 3. Preis                                |
| 1992 | Universität Kaiserslautern, Lehrstuhl für Werkstoffkunde und mechanische Technologie | | Sonderpreis Forschung                   |
| 1991 | WERSI GmbH & Co.                                                                     | | 1. Preis                                |
| 1991 | Oberlinger Orgelbau GmbH & Co.                                                       | | 1. Preis                                |
| 1991 | Carl Platz Hochdrucktechnik GmbH                                                     | | 2. Preis                                |
| 1991 | EWM, Elektrowerk Mündersbach Szczesny KG                                             | | 3. Preis                                |
| 1990 | Prinz GmbH                                                                           | | 1. Preis                                |
| 1990 | Intrometic Prozeß-Automation GmbH & Co. KG                                           | | 2. Preis                                |
| 1990 | Christian Lohse GmbH                                                                 | | 3. Preis                                |
| 1989 | Grohmann Engineering GmbH                                                            | | 1. Preis                                |
| 1988 | Computer Elektronik Infosys GmbH                                                     | | 1. Preis                                |